# Gondanglegi (Ambal)
Gondanglegi is een bestuurslaag in het regentschap Kebumen van de provincie Midden-Java, Indonesië. Gondanglegi telt 2302 inwoners (volkstelling 2010).